# Billy Brooks (Perkussionist)
Billy Lewis Brooks (* 1943; † 21. August 2023) war ein US-amerikanischer
Jazzperkussionist.
Brooks kam 1964 nach Europa. 1966 spielte er im Quartett von Eje Thelin. Anfang der 1970er Jahre gründete er in Berlin die Gruppe El Babaku (u. a. mit dem Bassisten Bert Thompson), mit der er die LP El Babaku - Live at the Jazz Gallery aufnahm. Zwei Alben spielte er mit Fritz Pauer ein: Fritz Pauer - Live at the Jazz Gallery (mit Jimmy Woode) und Water Plants. Außerdem arbeitete er auch mit dem Slide Hampton/Joe Haider Orchestra und Musikern wie Tete Montoliu, Benny Bailey, Heinz Bigler, Miriam Klein, Nathan Davis, Dusko Goykovich, Philip Catherine und Ximo Tebar.
Von 1972 bis 2008 unterrichtete Brooks Perkussion an der Swiss Jazz School in Bern. Hier prägte er als Lehrer mehr als eine  Generation von Jazzmusikern, zu denen u. a. Ernst Bier, Bernhard Gedrat, Tobias Friedli, Lukas Bitterlin, Margrit Rieben, Simon Fankhauser, Daniel Aebi, Hermann Buhler, Cyrill Lützelschwab, Stéphane Borel, Dominik Alig, Johannes Gutfleisch, Ueli Müller, Christian Scheuber, Peter Baumgärtner und Kevin Chesham zählen. Weiterhin war er im Trio von Andy Scherrer aktiv.